# Arif Boşluk
Arif Boşluk (* 6. Juni 2003 im Sürmene) ist ein türkischer Fußballspieler, der seit 2022 bei Trabzonspor unter Vertrag steht.

## Karriere
Boşluk begann seine Laufbahn in Araklı 1961 Spor. Anschließend wechselte er 2018 in den Jugendverein von Trabzonspor. Sein Profidebüt für Trabzonspor gab er am 21. Dezember 2022 bei einem 3:0-Sieg gegen Samsunspor im türkischen Pokal. Sein Vertrag läuft derzeit bis 2028.
Im Jahr 2019 absolvierte Boşluk ein Spiel für die türkische U19-Nationalmannschaft.